# Nomada rhinula
Nomada rhinula är en biart som beskrevs av Embrik Strand 1914. Nomada rhinula ingår i släktet gökbin, och familjen långtungebin. Inga underarter finns listade i Catalogue of Life.